# Doggy Style Records
Pour les articles homonymes, voir Doggy.
Doggystyle Records, parfois écrit Doggy Style Records, anciennement Dogghouse Records, est un label discographique américain, situé à Diamond Bar, en Californie. Il est fondé en 1995 par le rappeur Snoop Dogg. Outre l'artiste lui-même, le label compte également d'autres artistes comme Daz Dillinger, Nate Dogg et Goldie Loc.

## Histoire
Le label est initialement lancé sous le nom de Dogghouse Records. Au lancement du label, le rappeur et fondateur Snoop Dogg explique qu'« avec Dogghouse Records, les gens comprendront que Snoop Dogg est bien plus qu'un rappeur. » Le premier album publié au label est Snoop Dogg presents Tha Eastsidaz.
Le 6 juillet 1995, Doggy Style Records, Inc. est enregistré au California Secretary of State en tant que société n°C1923139. Après avoir été acquitté pour meurtre le 20 février 1996, Snoop Dogg et sa famille emménagent à Claremont, en Californie ; en août 1996, Doggy Style Records, une filiale de Death Row Records, signe Charlie Wilson de The Gap Band, qui devient l'un des premiers artistes du label. Le label est fondé par Snoop Dogg à la fin de son contrat avec No Limit Records de Master P. Sur son single à succès Snoop's Upside Ya Head, le rappeur confirme « Doggystyle Records is now official ».
En 2001, des tensions font surface entre Death Row Records et Doggy Style Records. En 2002, Snoop Dogg lance le site web officiel de son label. Le site contient initialement des actualités et informations sur les membres de Doggystyle comme E-White, Soopafly, Mr. Kane, et Latoiya Williams. En 2005, Koch annonce Snoop Dogg Presents Welcome To Tha Chuuch Tha Album en partenariat avec Doggy Style. En mi-2008, Koch Records et Doggy Style Records annoncent la publication du premier album du groupe de rap West Coast Dubb Union, Snoop Dogg Presents Dubb Union.

## Artistes

### Artistes actuels
- Snoop Dogg
- Tha Dogg Pound (Daz & Kurupt)
- Soopafly
- Tha Eastsidaz (Snoop Dogg, Tray Deee, Goldie Loc)
- Lady of Rage
- Nine Inch Dix (Snoop Dogg, Soopafly, Lil' ½ Dead)
- RBX
- QDT (Snoop Dogg, DJ Quik, Teddy Riley)
- Lil' ½ Dead
- Tha Locs (The Twinz & E-White)
- Warren G
- 213 (Snoop Dogg, Nate Dogg, Warren G)
- Bad Azz
- L.B.C Movement
- Mac Lucci

### Anciens artistes
- Doggy's Angels
- Nate Dogg
- CPO Boss Hogg
- LBC Crew
- Lost Angels
- Latoya Williams
- Tiffany Foxx
- Butch Cassidy
- Kokane
- Charlie Wilson
- E-White
- The Warzone (Kam, MC Eiht, Goldie Loc)
- Dubb Union (Soopafly, Bad Lucc, Damani)
- Wendi and YN
- J.Black
- Mac Shawn 100
- Suga Free
- Mac Minister
- Mykestro
- Black and Blue
- Maria Craig